# Oecetis scala
Oecetis scala là một loài Trichoptera trong họ Leptoceridae. Chúng phân bố ở miền Tân bắc.